# .cv
هذه المقالة عن نطاق إنترنت خاص بدولة، لمزيد من المواضيع المتعلقة يمكنك زيارة مقالة CV

cv. هو امتداد خاص بالعناوين الإلكترونية (نطاق) domain للمواقع التي تنتمي إلى كابى فيردى (بالمحيط الأطلنطي). وتديره وكالة الاتصالات الوطنية (بالبرتغالية: Agência Nacional das Comunicações‏)